# Svetlana Gontsjarenko
Svetlana Valentinovna Gontsjarenko-Doronina (Cyrillisch: Светлана Валентиновна Гончаренко-Доронина) (Rostov aan de Don, 28 mei 1971) is een atleet uit Rusland.
Op de Wereldkampioenschappen indooratletiek 1995 won ze een gouden medaille op de 4x400 meter estafette.
Deze medaille wist ze te prolongeren op de Wereldkampioenschappen indooratletiek 1997 en de Wereldkampioenschappen indooratletiek 1999.
Op de Olympische Zomerspelen 1996 nam Gontsjarenko voor Rusland deel aan de 400 meter en de 4x400 meter estafette.
Op de Olympische Zomerspelen 2000 nam ze deel aan de 4x400 meter estafette, en behaalde ze met het Russische estafette-team een bronzen medaille.

## Persoonlijk record
| Onderdeel | Resultaat | Jaar |
| --------- | --------- | ---- |
| 100 m     | 11,13 s   | 1998 |
| 200 m     | 22,46 s   | 1998 |
| 400 m     | 50,23 s   | 2000 |

| Onderdeel | Resultaat | Jaar |
| --------- | --------- | ---- |
| 60 m      | 7,21 s    | 1999 |
| 100 m     | 11,23 s   | 1998 |

- World Athletics: 14297814